# Râul Carhaga
Râul Carhaga este un afluent al râului Olt. 

## Hărți
- Harta Județului Brașov